# Come Home (telessérie)
Come Home é uma série de televisão britânica de 2018 escrita por Danny Brocklehurst e dirigida por Andrea Harkin. É protagonizada por Christopher Eccleston e Paula Malcomson.

## Enredo
Christopher Eccleston interpreta Greg, um pai agora solteiro lutando para cuidar de seus três filhos depois que a esposa Marie (Paula Malcomson) deixa sua família para trás, aparentemente do nada.

## Elenco
- Christopher Eccleston ...  Greg
- Paula Malcomson ...  Marie
- Anthony Boyle ...  Liam
- Brandon Brownlee ...  Davey Boyle
- Darcey McNeeley ...  Molly
- Lola Petticrew ...  Laura
- Kerri Quinn ...  Brenna
- Rhys Dunlop ...  Dex
- Patrick O'Kane ...  Garry Coyle

## Recepção da crítica
A jornalista Lucy Mangan do The Guardian deu 4 de 5 estrelas () e disse: "Christopher Eccleston é inteiramente convincente no papel (...) O que chama a atenção no seu desempenho é que Greg é tão... normal. Quando falo de suavidade, quero dizer principalmente que a intensidade estrondosa com a qual estamos tão acostumados, que parecia ser uma parte intrínseca do ator foi posta de lado para nos dá um homem comum completamente crível que enfrenta circunstâncias incomuns".

## Prêmios e indicações
Por seu desempenho na série, Christopher Eccleston recebeu sua segunda indicação ao Emmy Internacional.